# District d'Is-sur-Tille
Le district d'Is-sur-Tille est une ancienne division territoriale française du département de la Côte-d'Or de 1790 à 1795.
Il était composé des cantons de Is sur Tille, Beaumont, Bêze, Fontaine Française, Gemeaux, Grancey, Lamargelle, Montigny, Saulx la Ville, Seine en Montagne et Selongey.